# فواز عوانه
فواز عوانه (عربی: فواز عوانة؛ زادهٔ ۲۵ نوامبر ۱۹۸۸) یک بازیکن فوتبال اهل امارات متحده عربی است.
از باشگاه‌هایی که در آن بازی کرده‌است می‌توان به بنی یاس اشاره کرد.